# Крупское (Успенский район)
Крупское (каз. Крупское) — упразднённое село в Успенском районе Павлодарской области Казахстана. Входило в состав Надаровского сельского округа. Ликвидировано в 2001 г.

## Население
В 1989 году население села составляло 10 человек. По данным переписи 1999 года в селе постоянное население отсутствовало.